# 43e régiment d'infanterie (France)
Pour les articles homonymes, voir 43e régiment.
Le 43e régiment d'infanterie (43e RI) était un régiment d'infanterie de l'Armée de terre française créé sous la Révolution à partir du régiment Royal des Vaisseaux, un régiment français d'Ancien Régime.
Son surnom était Le Royal-des-Vaisseaux. Le régiment était implanté au sein de la citadelle de Lille qui abrite aujourd'hui le Corps de réaction rapide-France.
Ses traditions sont gardées par le groupement de soutien de la base de défense  de Lille.

## Création et différentes dénominations
- 1er janvier 1791 : Tous les régiments prennent un nom composé du nom de leur arme avec un numéro d’ordre donné selon leur ancienneté. Le régiment Royal des Vaisseaux devient le 43e régiment d'infanterie de ligne ci-devant régiment Royal des Vaisseaux.
- 1793 : Amalgamé il prend le nom de 43e demi-brigade de première formation
- 1796 : Création de la 43e demi-brigade de deuxième formation
- 1803 : Renommé 43e régiment d'infanterie de ligne
- 16 juillet 1815 : comme l'ensemble de l'armée napoléonienne, il est licencié à la Seconde Restauration
- 11 août 1815 : création de la légion de la Charente-Inférieure et  de la légion de la Manche
- 1820 : La légion de la Charente-Inférieure est amalgamée avec la légion de la Manche et renommées 43e régiment d'infanterie de ligne.
- 1882 : Renommé 43e régiment d'infanterie
- 1914 : À la mobilisation, il donne naissance au 243e régiment d'infanterie
- 1er septembre 1940 : 43e régiment d'infanterie alpine, de l'Armée d'armistice
- 27 novembre 1942 : dissolution.
- 16 septembre 1944 : création du 43e régiment d'infanterie au sein des forces françaises de l'intérieur
- 1er février 1945 : régularisation du 43e régiment d'infanterie
- 1er avril 1947 : devient 1re demi-brigade d'infanterie du groupement d'infanterie no 1
- mars 1949 : redevient 43e régiment d'infanterie
- 1er mai 1958 :le centre d'instruction et de dépôt du 43e régiment d'infanterie devient centre d'instruction du 43e RI
- 24 novembre 1959 : Le colonel Andrès remet le drapeau au 3/43e régiment d'infanterie (bataillon de tradition).
- 18 septembre 1962 : le chef de bataillon Parouty remet le drapeau au fort de Vincennes.
- 29 février 1964 : le centre d'instruction du 43e régiment d'infanterie est dissous.
- 1er mars 1964 : recréation du 43e régiment d'infanterie.
- 1984 : 43e régiment d'infanterie et de commandement de corps d'armée (43e RICCA)
- 1er septembre 1991 : 43e régiment d'infanterie
- 31 décembre 2010 : dissous
- 1er janvier 2011 : devient le groupement de soutien de la base de défense de Lille (GSBdD).

## Liste des chefs de corps
- 21 octobre 1791 : Louis Joseph Marie Rogon de Carcaradec[Notes 1],[1]
- 16 mai 1792 : Anselme De Sicard[Notes 2]
- 4 septembre 1792 : François de Vergès[Notes 1]
- 1794 : Louis-Prix Varé[Notes 1]
- 1796 : Pierre Barrère
- 13 août 1799 : chef de brigade Baptiste Pierre Bisson[Notes 3]
- 5 juillet 1800 : chef de brigade Raymond Viviès[Notes 4]
- 1805 : colonel Yves Lemarois
- 10 mai 1807 : Jean-Claude Baussin
- 19 mai 1811 : Antoine Devez
- 23 janvier 1813 : Nicolas Jacquemard[Notes 1]
- 2 juillet 1813 : Jean-Pierre René Stanislas Weller de Chef du Bois
- 17 novembre 1820 : Jean Genty
- 14 novembre 1821 : François Antoine Christophe Gérard
- 7 février 1823 : Antoine Victor Louis René de La Tour du Pin de La Charce
- 16 août 1830 : Étienne Fulgence Janin
- 14 avril 1831 : Louis François Marie Lacretelle
- 29 septembre 1837 : Charles Antoine Massoni
- 16 avril 1843 : François Louis Cornille
- 11 avril 1848 : Philippe Jules Loreton-Dumontet
- 7 janvier 1852 : Charles Abel Douay
- 23 octobre 1852 : Ange Auguste de Martimprey
- 5 septembre 1854 : Louis Charles Joseph Broutta
- 12 juillet 1859 : Pierre Jean Joseph Jeanningros
- 12 mars 1862 :  Charles Joseph François Wolff
- 1868 : Aimable Louis Joseph Pollet
- 1er mai 1870 au 14 août 1879 : Ernest de Viville
- 23 août 1879 : Henri Mathieu
- 13 mars 1883 : Adolphe Marie de Ricouart d'Hérouville
- 23 décembre 1888 : Armand Victor Jacquey
- 9 avril 1892 : Arthur Eudoxe Marie de Courson de la Villeneuve
- 29 décembre 1897 : Jules Charles Guelle
- 4 juin 1903 : Charles Ferdinand Bizard
- 22 décembre 1906 : Raoul Julien François de Lartigue
- 27 septembre 1911 : Jean-Baptiste-Joseph Proye
- 2 au 29 août 1914 : Jean-Baptiste-Joseph Proye
- 31 août au 6 septembre 1914 : Paul Marie Baston
- 14 septembre au 6 décembre 1914 : Maurice Lapointe
- 6 décembre 1914 au 8 janvier 1915 : Jean-Baptiste Joseph Proye
- 8 janvier 1915 au 24 avril 1917 : Maurice Lapointe
- 25 avril au 4 mai 1917 : Georges Henri Michel Marthe
- 4 mai au 12 juin 1917 : Nicolas Henri Étienne Nenig
- 24 juin 1917 : Edmond Alexandre Carrot
- 24 mai 1921 : Louis Victor Rat
- 14 avril 1923 : Charles Édouard Merx
- 16 mars 1925 : Léon Auguste Victor Leroy
- 15 décembre 1925 : Charles Louis Martin Stirn
- 25 mars 1927 : Louis Charles Dewatre
- 1er septembre 1928 : Maurice Adolphe Alexandre Fournier
- 25 avril 1930 : Édouard Sylvain Cousse
- 25 avril 1932 : Henri Marie Joseph Aymes
- 25 avril 1934 : René Jules Troublé
- 25 avril 1936 : Émile Paul Xavier Bornecque
- 10 juillet 1938 : Jean René Meyer
- 13 janvier 1940 au 29 juin 1940 : Pierre Georges Veyrier Du Muraud
- 1er septembre 1940 au 8 septembre 1940 : Pierre Basse
- 8 septembre 1940 au 15 mars 1942 : André Schneider
- 15 mars 1942 au 27 novembre 1942 : Louis Emile Georges Dumas
- 20 janvier au 11 décembre 1945 : Marcel Marie Joseph Jules Bertrand Lajouanie
- 7 janvier 1946 : Jean Émile Paquette
- 16 janvier 1947 au 31 mars 1947 : Michel Letang
- 1er janvier 1949 au 31 janvier 1949 : Henry Masson
- 1er août 1950 : de Toustain du Manoir
- 21 avril 1952 :  Joseph Katz
- 7 mars 1954 :
- septembre 1954 : Charles Noël
- 10 septembre 1956 : Paul Pénichon
- 1er novembre 1958 au 31 octobre 1959 : Pierre Andres
- 18 septembre 1962 : Le chef de bataillon Parouty[Notes 5]
- 1er mars 1964 : André Loyer
- Roger Ducret
- 1er juillet 1967 : Jean Delerm
- 1er juillet 1969 : Jean-Pierre Hautecœur
- 31 juillet 1971 : Pierre Rouquette
- 31 juillet 1973 : Marcel Philippe
- 31 juillet 1975 : Jean Moussu
- 1er août 1977 : Patrick O'Callaghan
- 1er août 1979 : Jacques Poudevigne
- 1er août 1981 : Rémi Simonet
- 1er août 1983 : Maurice Bracoud
- 1er août 1985 : Jacques Vautrin
- 1er août 1987 : André François Gouffault
- 1er août 1989 : Lucien Barth
- 2 août 1991 : Daniel Lavigne
- 1er septembre 1993 : René Dequen
- 1er septembre 1995 : Bernard Gabet
- 29 août 1997 : Jean Armel Hubault
- 31 août 1999 : François Amélineau
- 31 août 2001 : Marc Paitier
- 27 juin 2003 : Philippe Baulain
- 4 juillet 2005 : Laurent Louze
- 4 juillet 2007 : François Hameury
- 6 juillet 2009 : Philippe Bialais

- Colonels tués et/ou blessé alors qu'ils commandaient le 43e RI
  - Colonel Le Marois : tué le 8 février 1807
  - Colonel Baussin : blessé le 10 juin 1807, tué le 27 février 1811
  - Colonel Devez : tué le 14 avril 1812
  - Colonel Weller de Chef du Bois : blessé le 13 octobre 1813 puis le 10 novembre 1813
- Officiers tués et/ou blessés durant leur service au sein du 43e RI entre 1804 et 1815 :
  - Officiers tués : 42
  - Officiers morts des suites de leur blessure : 18
  - Officiers blessés : 182

## Historique des garnisons, combats et batailles

### 43erégiment d'infanterie de ligneci-devant Royal des Vaisseaux (1791-1793)
L'ordonnance du 1er janvier 1791 fait disparaître les diverses dénominations, et les corps d'infanterie ne sont désormais plus désignés que par le numéro du rang qu'ils occupaient entre eux. Ainsi, 101 régiments sont renommés. Les régiments sont toutefois largement désignés avec le terme ci-devant, comme 43e régiment d'infanterie ci-devant Royal des Vaisseaux.

Chaque régiment n'eut plus qu'un drapeau aux couleurs rouge, blanc et bleu, ayant d'un côté cette inscription : Obéissance à la Loi et de l'autre le numéro du régiment et les noms des actions éclatantes où il s'était trouvé.

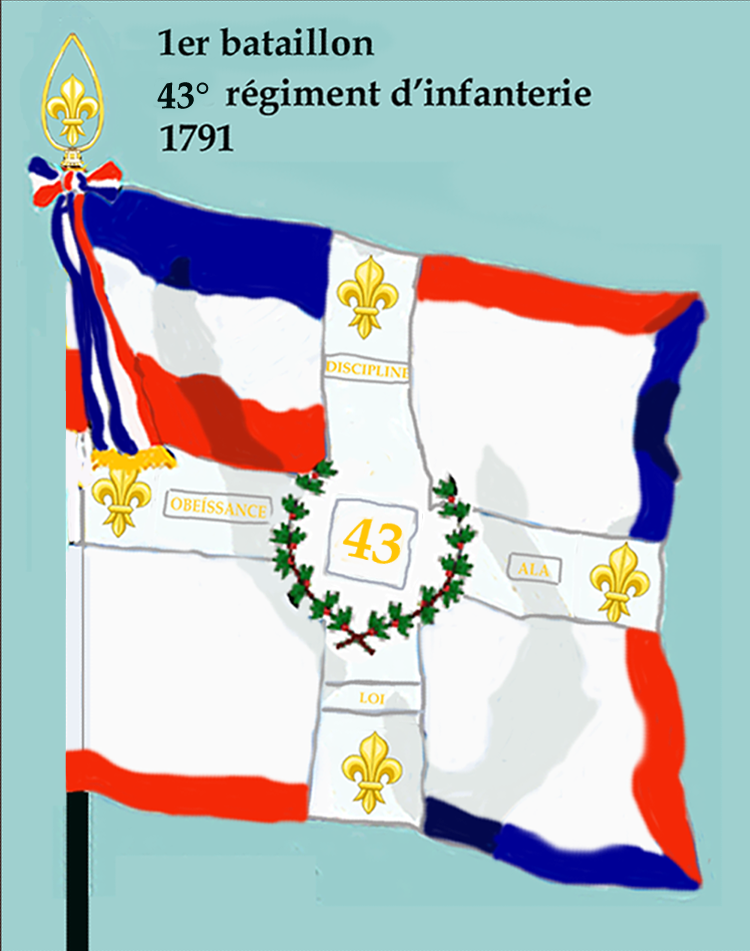
Drapeau du 1er bataillon du 43e régiment d'infanterie de ligne de 1791 à 1793
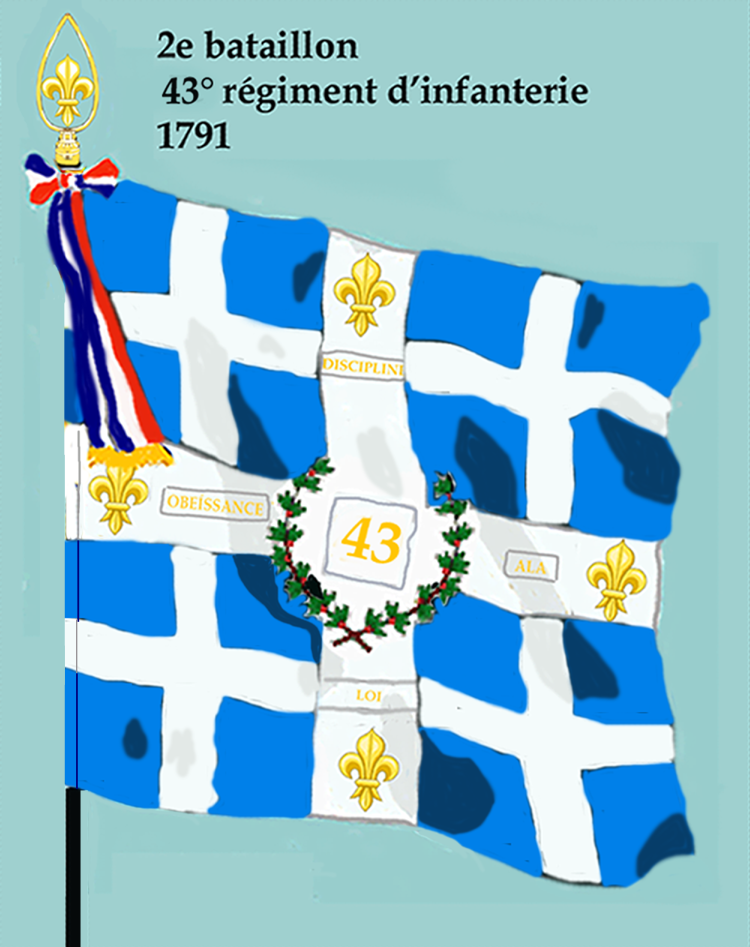
Drapeau du 2e bataillon du 43e régiment d'infanterie de ligne de 1791 à 1793
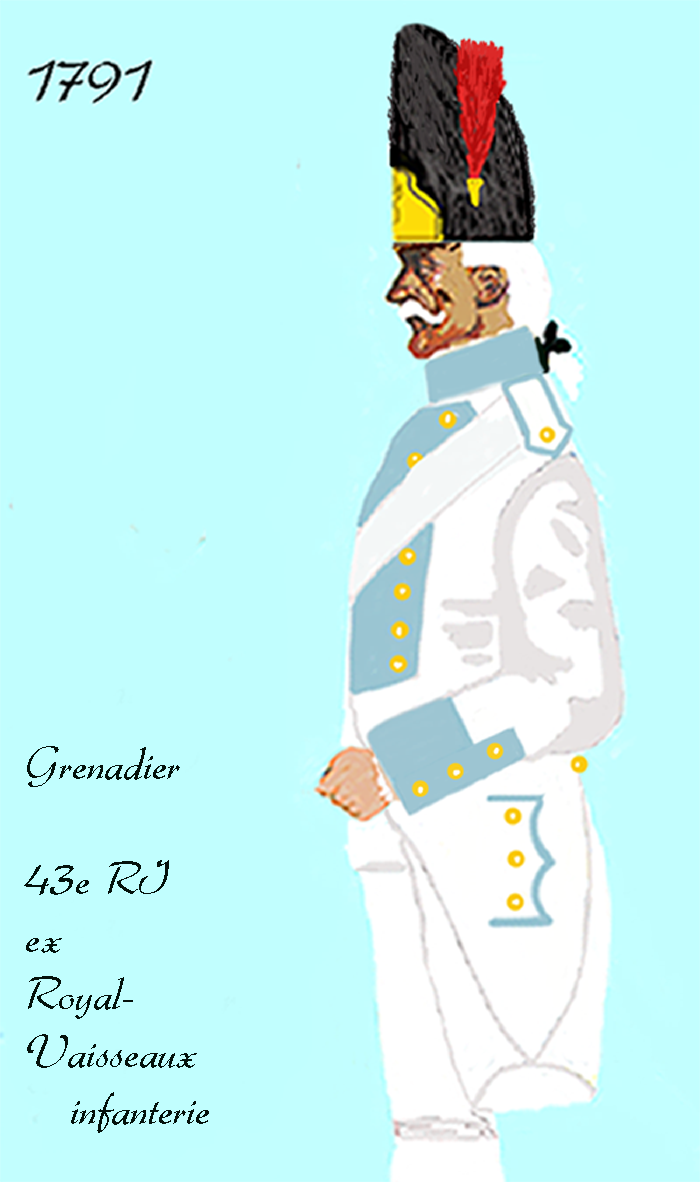
grenadier de 1791 à 1794

#### Révolution française
En janvier 1791, un ordre de du général Bouillé appela le régiment à Verdun, et il était placé à Sedan lorsque le roi s'échappa de Paris. 
Pendant l'année qui s'écoula avant le commencement des hostilités, « 43e régiment d'infanterie de ligne ci-devant Royal-Vaisseaux » travailla avec ardeur à mettre la place de Sedan en état de défense.

#### Guerres de la Révolution
En mai 1792, dans le cadre des guerres de la Révolution le 2e bataillon fut envoyé à Givet et le 1er bataillon fit partie de l'armée des Ardennes, commandée par le général La Fayette. Ce fut le colonel Anselme de Sicard qui vint annoncer au ministre de la guerre, Joseph Servan, que ce général avait quitté le camp de Sedan dans la nuit du 19 au 20 août. C'était à ce même officier que La Fayette avait confié la garde des trois députés de la Convention nationale  qu'il avait fait arrêter (Kersaint, Antonelle, Peraldi).
1er bataillon
En 1792, le 1er bataillon s'est trouvé aux batailles de Jemmapes et de Valmy, puis à la prise de Namur ou il est mis en garnison.
En 1793, après le revers de Neerwinden, il rétrograda sur Charlemont puis sur Valenciennes. Il contribua à la défense de Valenciennes, se retira à Laon après la capitulation et fut envoyé dans la Vendée. 
Le 16 avril 1794, ce bataillon est entré dans la formation de la 85e demi-brigade de première formation.
2e bataillon
En 1793, le 2e bataillon servit, à l'armée des Ardennes.
Au début de 1794, il fut versé, dans la 86e demi-brigade de première formation.

### 43edemi-brigade de première formation(1793-1796)

#### Guerres de la Révolution
Le 26 fructidor an II (12 septembre 1794), lors du premier amalgame la 43e demi-brigade de première formation est formée  avec les :
- 1er bataillon du 22e régiment d'infanterie (ci-devant Viennois)
- 3e bataillon de volontaires du Lot
- 4e bataillon de volontaires de Seine-et-Oise

De 1794 à 1796 la 43e demi-brigade est rattachée à l'armée du Nord et contribue à la seconde conquête de la Belgique et à celle de la Hollande.
En 1795, l'unité alors en Italie est engagée dans la bataille de Loano.
En 1796, la demi-brigade passe à l'armée de Sambre-et-Meuse et participe aux batailles d'Altenkirchen, de Friedberg et de Wurtzbourg. 
Le 10 juillet 1796, lors de la prise de la ville de Friedberg par la 43e demi-brigade, la compagnie de grenadiers charge les défenseurs dans la Grand'rue, les culbutent, les force à se retirer et contribue à faire mettre bas les armes de deux bataillons autrichiens.

### 43edemi-brigade de deuxième formation(1796-1803)

#### Guerres de la Révolution
La 43e demi-brigade de deuxième formation est formée en 1796 par l'amalgame des :
- 34e demi-brigade de première formation (2e bataillon du 17e régiment d'infanterie (ci-devant Auvergne), 3e bataillon de volontaires de la Meuse et 4e bataillon de volontaires de la Moselle)
- 3e bataillon de la 149e demi-brigade de première formation (1er bataillon du 81e régiment d'infanterie (ci-devant Conti), 6e bataillon de volontaires de la Haute-Saône et 5e bataillon de volontaires de l'Orne)

La 43e demi-brigade, fait les campagne de 1796 et 1797 à l'armée d'Italie et se trouve aux batailles de Rivoli, de La Favorite et au passage du Tagliamento.
En 1798 et 1799, elle est rattachée à l'armée d'observation du Rhin
En 1800 et 1801, l'unité passe à l'armée d'Italie et se trouve engagée dans les batailles de Montebello, de Marengo et de Pozzolo.
Dans le courant de l'année 1801, elle rejoint le camp de Boulogne en vue d'un débarquement en Grande-Bretagne.

### 43erégiment d'infanterie de ligne(1803-1815)

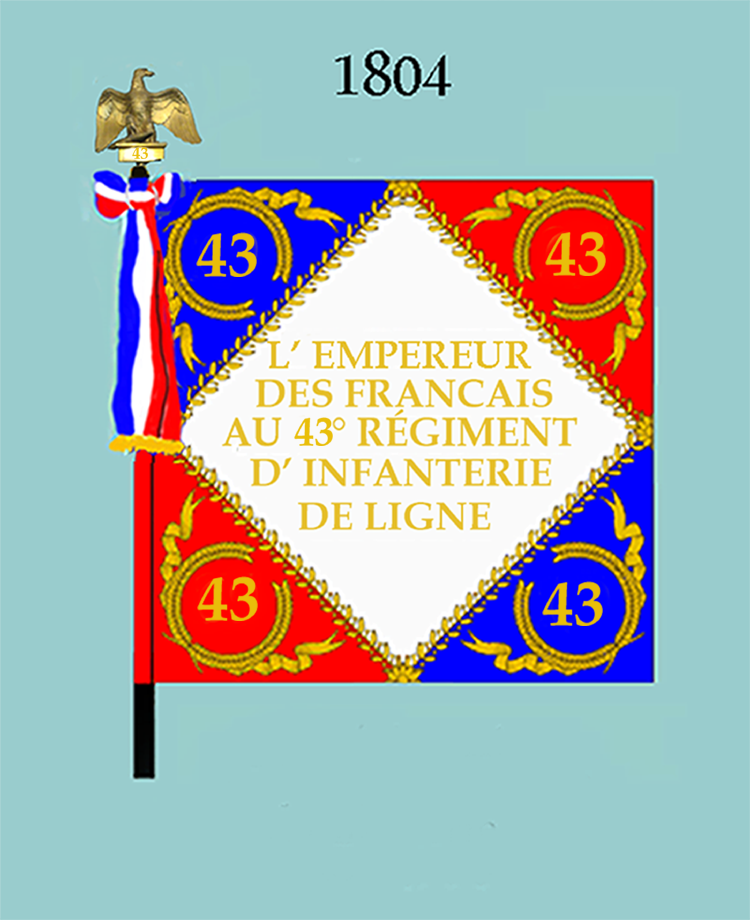
Drapeau du 1er bataillon de 1804 à 1812 (avers).
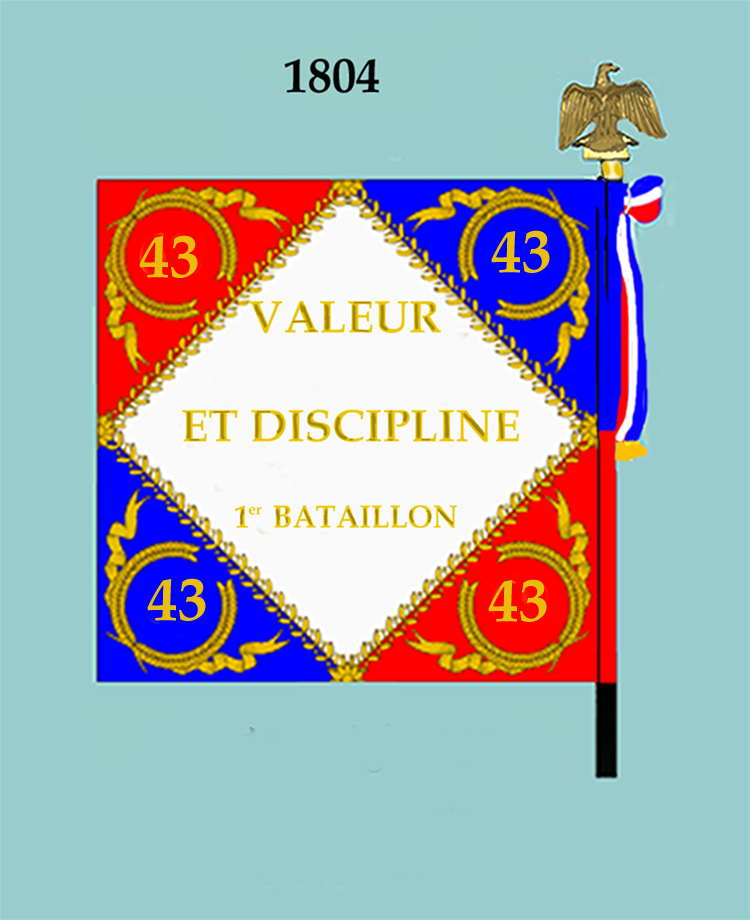
Drapeau du 1er bataillon de 1804 à 1812 (revers).

#### Guerres de l'Empire
Par décret du  1er vendémiaire an XII (24 septembre 1803), le Premier Consul prescrit une nouvelle réorganisation de l'armée française. Il est essentiel de faire remarquer, pour faire comprendre comment, souvent le même régiment avait en même temps des bataillons en Allemagne, en Espagne et en Portugal, ou dans d'autres pays de l'Europe, que, depuis 1808, quelques régiments comptaient jusqu'à 6 bataillons disséminés, par un ou par deux, dans des garnisons lointaines et dans les diverses armées mises sur pied depuis cette date jusqu'en 1815.

Ainsi, le 43e régiment d'infanterie de ligne est formé à 3 bataillons avec la 1er, 2e et 3e bataillons de la 43e demi-brigade de deuxième formation.
L'unité reste positionnée au camp de Boulogne jusqu'en 1805 ou il rejoint le 4e corps de la Grande Armée avec lequel il participe aux batailles d'Ulm et d'Austerlitz (2 décembre 1805).
De 1806 à 1808, toujours affecté au 4e corps de la Grande Armée, il est engagé dans la Campagne de Prusse et de Pologne et se trouve à la bataille d'Iéna (14 octobre 1806) puis en 1807 à la bataille d'Eylau (8 février 1807) puis à celle d'Heilsberg (10 juin 1807).
De 1808 à 1814, le 43e régiment d'infanterie de ligne est rattaché à l'armée d'Espagne.

En 1808, il participe aux batailles de Medina de Rioseco, de Bilbao et de Durango.
En 1809, il  se trouve au combat de Santander et au soulèvement de Ronda.
En 1810 à la prise de Ronda, de Pampelune et d'Aspiro
En 1811, à la défense de Ronda, de Villa-Nova-del-Duque et d'Osuna
En 1812 à Olora
En 1813 aux batailles de Vitoria, de la Bidassoa, Saint-Barbe, de la Nivelle et de Bayonne.
Les bataillons engagés dans la campagne d'Allemagne combattent à Lützen, à Bautzen, à Kulm, à Leipzig et à Hanau.
En 1814, dans le cadre de la  Guerre d'indépendance espagnole, il se trouve aux batailles d'Orthez (27 février 1814) et de Toulouse. Une autre partie du régiment Campagne de France (1814) se trouve au 6e corps de la Grande Armée sous les ordres du maréchal Marmont avec lequel il se trouve aux batailles de Champaubert, de Montmirail, de Vauchamps, de Laon, de Reims, de Fère-Champenoise et de Paris.
Après l'exil de Napoléon Ier à l'île d'Elbe, l'ordonnance royale du 12 mai 1814 qui réorganise les corps de l'armée française, le 43e régiment d'infanterie prend le no 40.

À son retour de l'île d'Elbe, le 1er mars 1815, Napoléon Ier prend, le 20 avril 1815, un décret qui rend aux anciens régiments d'infanterie de ligne les numéros qu'ils avaient perdus. 
Ainsi le 43e régiment d'infanterie se trouve engagé dans la guerre de Vendée aux batailles de Saint-Gilles et des Mathes.
Après la seconde abdication de l'Empereur, Louis XVIII réorganise de l'armée de manière à rompre avec l'héritage politico-militaire du Premier Empire.
A cet effet une ordonnance du 16 juillet 1815 licencie l'ensemble des unités militaires françaises.

### Légions de la Charente-Inférieure et de la Manche (1815-1821)
Par ordonnance du 11 août 1815, Louis XVIII crée les légions départementales. Les légions de la Charente-Inférieure et de la Manche, qui deviendront le 43e régiment d'infanterie de ligne en 1820, sont créées avec le fonds du 11e régiment d'infanterie de l'Empire.

### 43erégiment d'infanterie de ligne(1821-1882)
En 1820 une ordonnance royale de Louis XVIII réorganise les corps de l'armée française en transformant les légions départementales régiments d'infanterie de ligne. Ainsi, le 43e régiment d'infanterie de ligne est formé, à Brest le 1er janvier 1821, avec les bataillons des légions de la Charente-Inférieure et de la Manche.
Cette, même année, une partie de la légion de la Manche, entrée dans la composition du 43e régiment d'infanterie de ligne, quitte l'unité pour former le 25e régiment d'infanterie de ligne.

#### 1820 à 1852
En 1830, lors de la Révolution, le régiment, stationné au Havre et à Dieppe, se rallie au nouveau régime. Cette mêmme année, une ordonnance du 18 septembre crée le 4e bataillon et porte le régiment, complet, à 3 000 hommes.
En Février 1831, le régiment participe à la répression de troubles ayant éclaté dans le Morbihan.
De 1845 à 1851, le 43e RI participe à la conquête de l'Algérie
Le 11 octobre 1845, alors que le régiment est en garnison à Toulon, il reçoit l'ordre d'envoyer trois bataillons à Alger. Deux bataillons quittent Toulon le 31 octobre, et le  troisième le 3 novembre. Le régiment s'installe à Bougie.
Du 9 décembre 1845 au 4 janvier 1846 le 43e RI partidipe à l'expédition contre les tribus liées à Abd El Kader. Cette expédition, mal préparée, se solde par la mort de 66 hommes dont 2 au combat.
Le 14 février 1846, le 1er bataillon est en garnison à Philippeville, et le 2e bataillon à Sétif. L'unité est engagée dans les opérations dans la région contre la tribu des Bou Taleb.
Le 12 juin 1846, le 1er bataillon part pour Djidjelli, le 2e est en opération contre la tribu des Amouchas.
Le 30 avril 1847, le 3e bataillon est en opération en Kabylie et soumet les Beni Brahim. Le régiment part ensuite pour Batna puis Bône, sa nouvelle garnison. 
Jusqu'en mars 1849, il se livre à des travaux de création de centres agricoles et à la pacification. De juillet à novembre 1849, le régiment se trouve au siège et à la prise de Zaatcha. Cette opération est menée avec le 1er bataillon de Légion étrangère et la 4e compagnie du 3e BILA .
En juin 1850, un bataillon de marche est formé et il combat, dans la région de Tébessa, la tribu des Nementchas.
Le 6 janvier 1851, le régiment embarque sur le Vauban, débarque à Toulon et part prendre garnison à Langres.
En septembre 1851, le régiment est stationné à Paris.

Le 2 décembre 1851, le régiment prend part aux opérations de police à la suite du coup d'État.

#### Second Empire
Le 24 septembre 1853, l'E-M, le dépôt, et le 2e bataillon prennent leur quartier à Mâcon, le 3e bataillon à Lons-le-Saulnier et le 1er bataillon à Chalon-sur-Saône.
En 1855 et 1856, le régiment est envoyé en Crimée ou il participe au siège de Sébastopol. Durant cette guerre le régiment perd 879 hommes sur 3 350 engagés dont 500 de maladie.
En 1859, il est engagé dans la campagne d'Italie et participe aux batailles de Palestro, de Magenta, et de Solférino. Durant cette campagne, le régiment perd 8 officiers et 145 sous-officiers et hommes de troupe.
Le 30 août 1859 le régiment se trouve en garnison à Bourg-en-Bresse, et le 28 septembre de la même année à Lorient.
De 1861 à 1868, il se trouve successivement en garnison à Lille, à Amiens, à Péronne, et à Ham.

##### Guerre franco-allemande
Le 1er août 1870, le 43e régiment d'infanterie de ligne fait partie de l'Armée du Rhin. Avec le 5e bataillon de chasseurs du commandant Carré et le 13e régiment d'infanterie du colonel Lion, le 43e forme la 1re brigade aux ordres du général Véron dit Bellecourt. Cette 1re brigade avec la 2e brigade du général Pradier, deux batteries de 4 et une de mitrailleuses, une compagnie du génie constituent la 2e division d'infanterie commandée par le général de division Grenier. Cette division d'infanterie évolue au sein du 4e corps d'armée ayant pour commandant en chef le général de division de Ladmirault.
Enfermé dans Metz le régiment combat aux batailles de Borny (14 août), de Rezonville (16 août) et de Saint-Privat (18 août) avant d'être fait prisonnier après la capitulation du maréchal Bazaine.
Le 16 août 1870, le 4e bataillon, formé, pour la plupart, de nouveaux arrivants, quitte le dépôt pour contribuer à la formation du 8e régiment de marche qui entrera à Paris dans la composition de la 2e brigade de la 1re division du 13e corps d'armée.
Deux bataillons de marche formé par le dépôt du 43e forment le 69e régiment de marche qui combat avec l'armée de la Loire et l'armée du Nord : Pont-Noyelles ou bataille de l'Hallue (23 décembre 1870), Bapaume (9-11 décembre 1870) et Saint-Quentin (18-19 janvier 1871).

#### 1871 à 1914

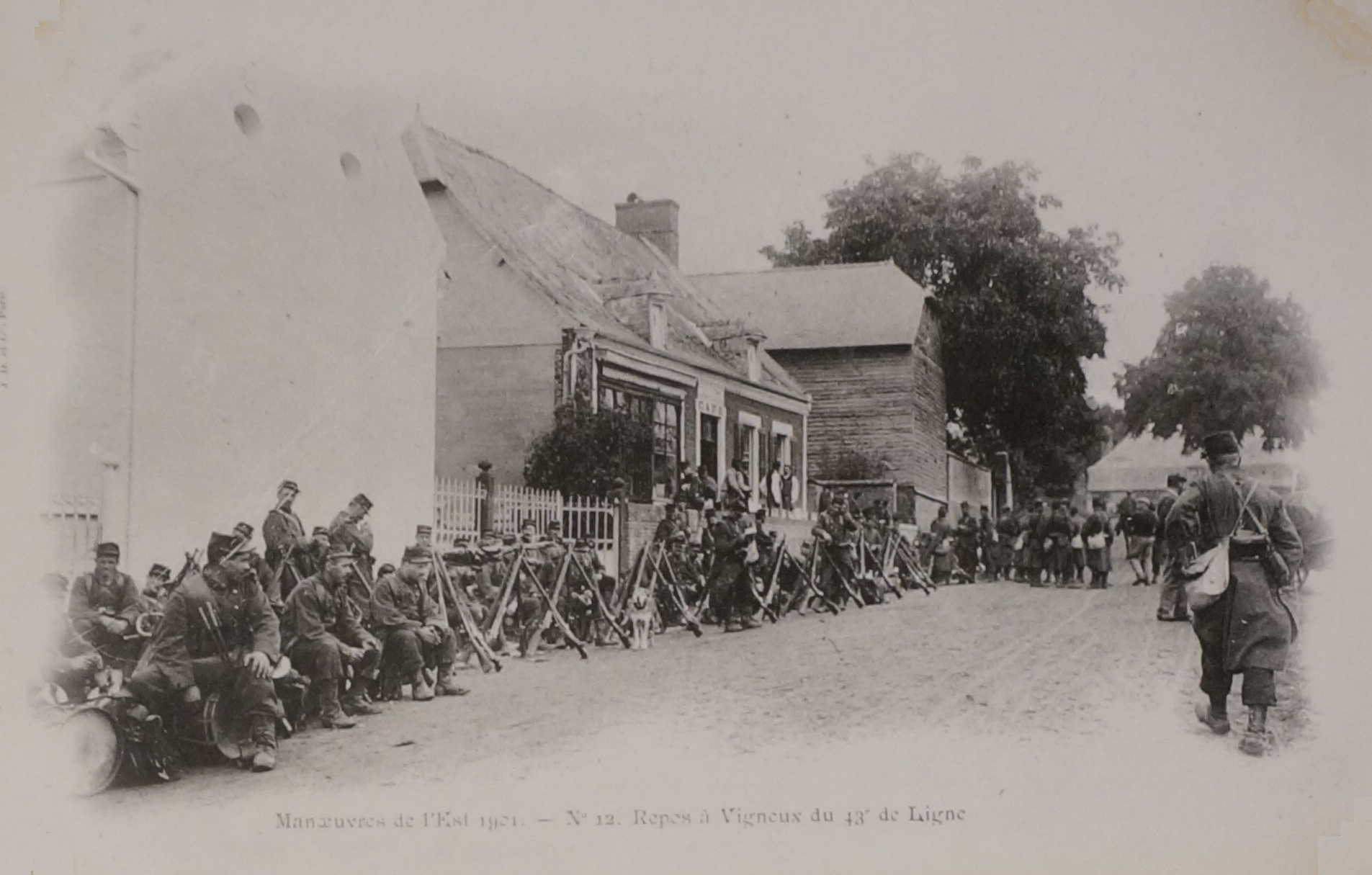
Militaires du à Vigneux lors des grandes manœuvres de l'Est de 1901.

Le 1er avril 1871, un nouveau 43e est créé par amalgame de l'ancien 43e de ligne et du 43e régiment de marche formé pendant la guerre. Le nouveau régiment a quatre bataillons à six compagnies chacun. Il prend garnison à Lille et est rattaché à la 1re division d'infanterie lorsque celle-ci est créée en 1873.
De 1881 à 1883, le 4e bataillon qui fait partie du corps expéditionnaire envoyé en Tunisie débarque à La Goulette, le 13 septembre 1881. Le bataillon est de retour en France le 14 septembre 1883.
Le régiment est ensuite chargé du maintien de l'ordre dans le bassin de Douai en 1878, à Armentières en 1880, à Prémesques en 1889, et à Halluin en 1890.
Lors de la réorganisation des corps d'infanterie de 1887, le régiment fournit un bataillon pour former le 147e régiment d'infanterie.

#### Première Guerre mondiale

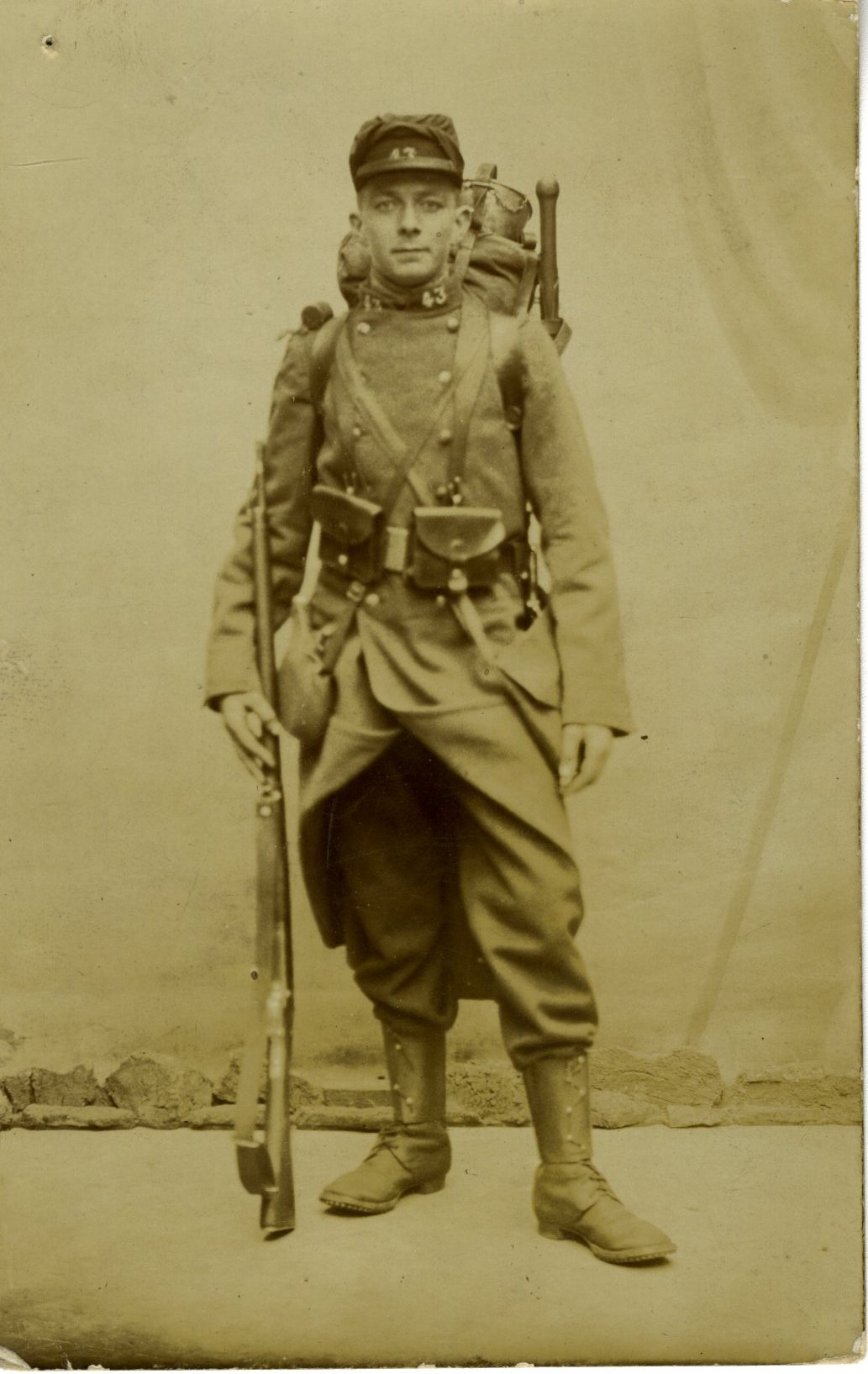
Portrait d'un soldat du vers le début de la guerre.

##### Affectations
1re brigade d'infanterie de la 1re division d'infanterie du 1er corps d'armée) d'août 1914 au 26 octobre 1916, puis à la 162e division d'infanterie jusqu'en novembre 1918.

##### 1914
- Constitution après la mobilisation : trois bataillons (72 officiers, 164 sous-officiers, 3 174 hommes, 219 chevaux).
- Bataille des Frontières vers Charleroi :
  - Hastière,
  - Anseremont (16 août)
  - Odinat,
  - Saint-Gérard (Belgique) (21-23 août)
  - Marienbourg (25 août)

puis la retraite :
- - Le Hérie-la-Viéville (bataille de Guise) (28-29 août).
- Bataille de la Marne (5 au 13 septembre) :
  - Seu,
  - région d'Esternay,
  - Ornes,
  - Reims-Saint-Brice-Courcelles,
  - Courcy,
  - Ferme du choléra,
  - Berry-au-Bac,
  - Sapigneul.
- Bataille de l'Aisne (1914) (octobre/ mi-décembre) :
  - Chavonnes,
  - Vailly,
  - Soupir-Montsapin.
- Mis au repos à Courcelles-Sapicourt.

Le 15 décembre départ pour la Champagne.

##### 1915
- Champagne :
  - Ferme de Beauséjour (16 –23 février),
  - Bois Oblique (13-14 mars),
  - Bois de Pareid (5 avril).
- Aisne (24 avril-22 juin) :
  - Trésauvaux,
  - ferme du Godat
  - Cormicy,
  - Bouffignereux (16 juillet-3 août).

Les combats dans l'Aisne coûtent au régiment la perte de 23 officiers et de 511 hommes.

##### 1916
- Aisne (janvier-février) :
  - La Neuville,
  - Sapigneul (attaque aux gaz le 6 février).
- Bataille de Verdun (27 février-5 avril) :
  - Côte du Poivre,
  - Ravin de Bras-sur-Meuse.
- Aisne (6 avril-10 août) :
  - Craonnelle,
  - Blanc-Sablon.
- Bataille de la Somme (août-sept.) :
  - Maurepas,
  - Maricourt,
  - ferme du Priez (en septembre).
- Champagne (1er octobre- 20 décembre) :
  - Butte de Souain.

Le 43e régiment d'infanterie obtient une première citation à l'ordre de l'armée le 30 octobre 1916 : « Sous l'impulsion énergique et personnelle de son chef, le général Rauscher, la 1re brigade d'infanterie, comprenant le 43e régiment d'infanterie sous le commandement du lieutenant-colonel Lapointe, et le 127e régiment d'infanterie sous le commandement du lieutenant-colonel Pravaz, après avoir soutenu pendant douze jours un bombardement incessant sur un terrain presque sans abri, a, le 3 septembre 1916, mené avec une énergie et un entrain admirable, une attaque qui a enfoncé les lignes allemandes sur deux kilomètres de profondeur, s'est maintenu sur la position conquise malgré les violentes réactions de l'adversaire, a infligé à l'ennemi des pertes cruelles, fait de nombreux prisonniers et enlevé un grand nombre de mitrailleuses. »

##### 1917
- Aisne (7 janvier-mars) :
  - Le Blanc Sablon.
- Bataille du Chemin des Dames (offensive du 16 avril) :
- Plateau de Vauclerc.
- Flandres (5 juillet-19 novembre) :
  - Maison du Passeur.
  - Offensive des Flandres (4 août) : secteur de la Chaudière (27 septembre- 19 novembre).

Le 5 octobre 1917, le 43e régiment d'infanterie reçoit la citation suivante à l'ordre de l'armée : « Excellent régiment qui s'est brillamment comporté à Verdun, sur la Somme et sur l'Aisne. Vient encore, sous le commandement du lieutenant-colonel Carrot, de donner de nouvelles preuves de ses qualités offensives au cours des opérations des Flandres, en s'emparant par des actions locales vigoureuses et bien conduites, de points d'appui fortement tenus par l'ennemi et qu'il a réduits successivement à force de ténacité et d'énergie. »

##### 1918
- Bataille de l'Aisne (1918)
  - 10 janvier - mars : La Ville-aux-Bois, Juvincourt.
  - Avril - mai : Ferrières, Pérennes, Abbémont.
  - 3 juin - 27 juillet : Bataille de l'Aisne (1918), secteur de Soissons.
  - août : Nouvron-Vingré, Fontenoy, ferme de la Tour-Vingré
  - 21 - 28 septembre : château de Vaucelles, ferme Gerbau.
- Secteur des Vosges (29 septembre) :
  - le régiment est cantonné à Fresse-sur-Moselle et au Thillot jusqu'au 11 novembre 1918.

Le 29 septembre 1918, le 43e régiment d'infanterie reçoit la citation suivante à l'ordre de l'armée : « Régiment d'élite d'une solidité à toute épreuve et d'une opiniâtreté offensive exceptionnelle. Sous l'énergique et stoïque exemple du robuste soldat qu'est son chef, le lieutenant-colonel Carrot, a largement contribué à briser la ruée allemande sur l'Aisne de mai à juin derniers. Dans les offensives récentes, sous le commandement provisoire du commandant Péron, s'est magnifiquement comporté pour les rudes besognes qui lui ont été confiées, a pris deux villages, cinq canons, et fait plus de quatre cent prisonniers. »
- La Première Guerre mondiale a coûté au régiment : 85 officiers, 243 sous-officiers et 2 790 soldats.

#### Entre-deux-guerres
En janvier 1919, il assure la garde du Rhin à Mayence.

Le 43e RI dans l'entre-deux-guerres
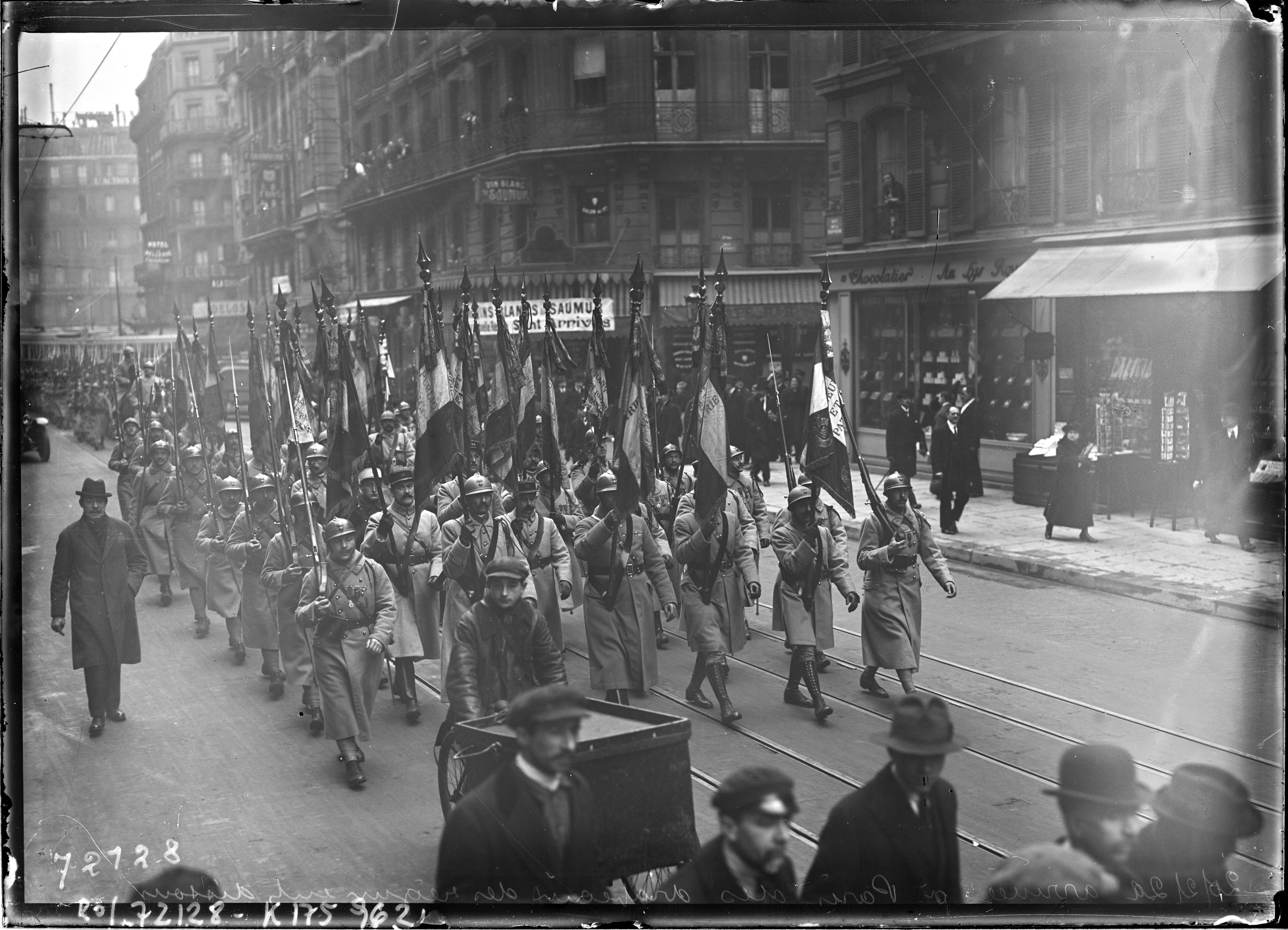
Soldats des 33e et 43e RI défilant à Paris le 20 février 1922, portant les drapeaux des régiments dissous.
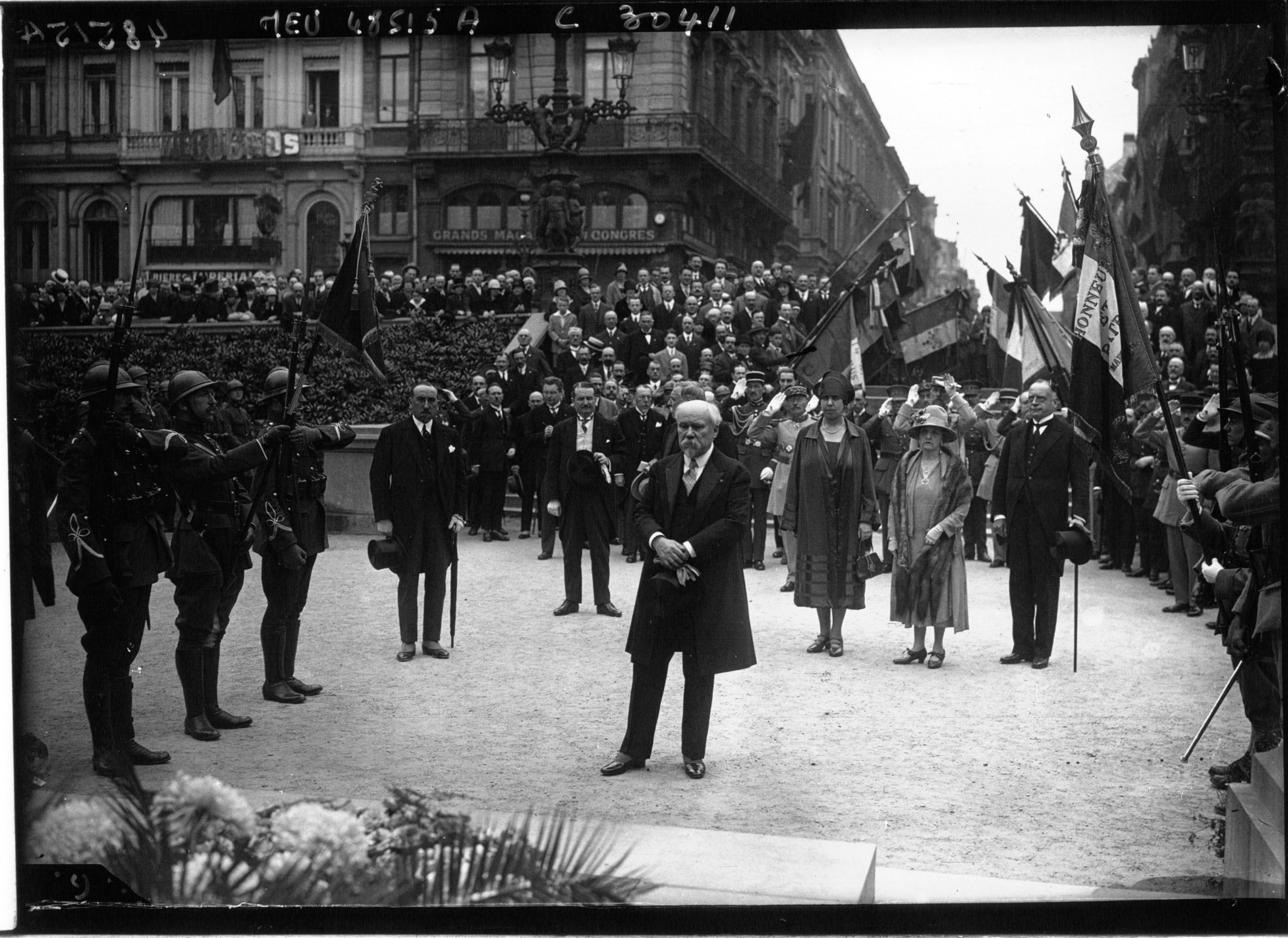
Le drapeau du 43e RI et sa garde (à droite) salue lors de l'inauguration du monument au soldat français inconnu de Laeken le 17 juillet 1927.
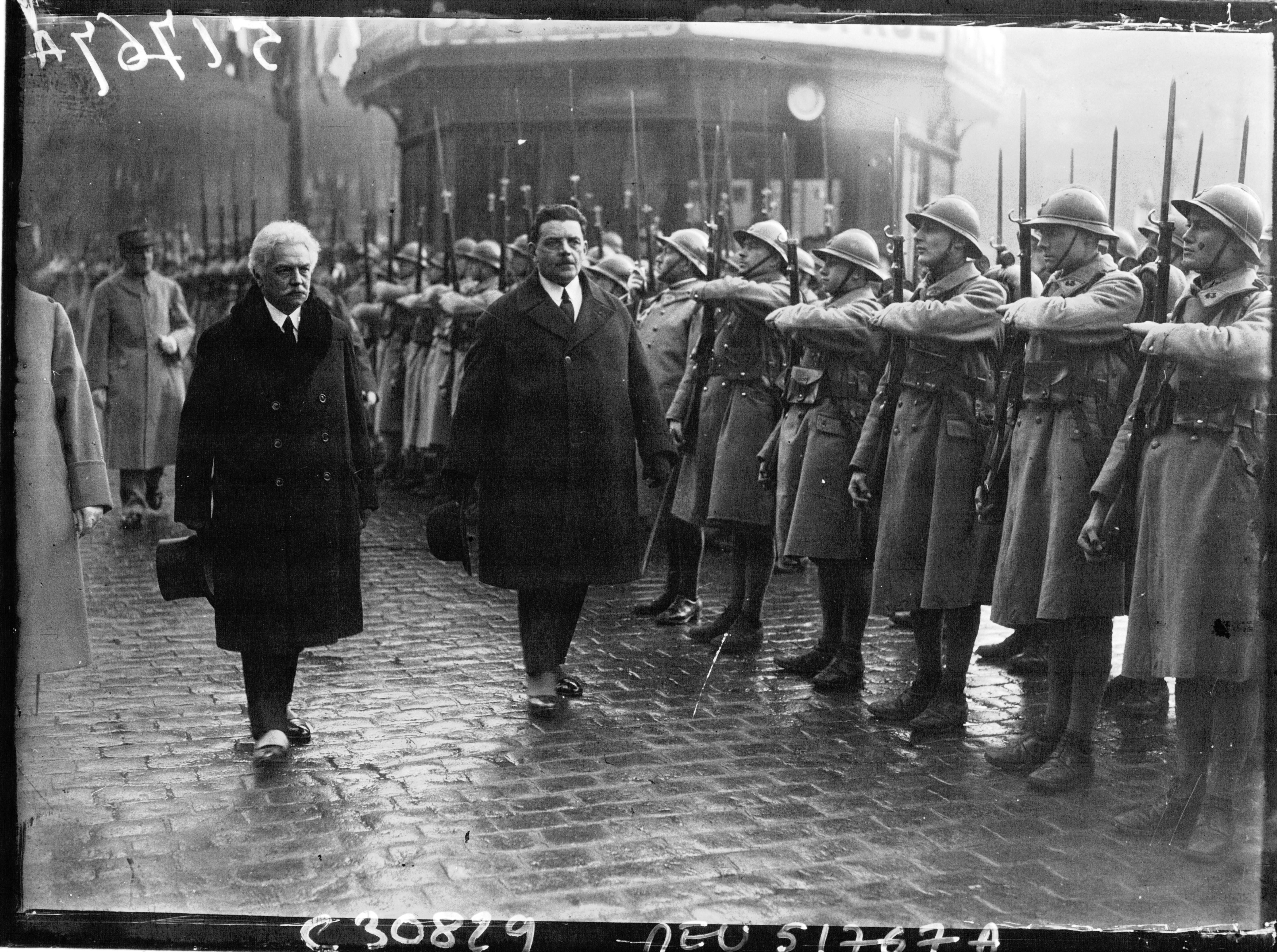
Un détachement du 43e RI présente les honneurs à Édouard Herriot et Henri Jaspar, à Lille le 16 novembre 1927.

#### Seconde Guerre mondiale

##### Drôle de guerre et bataille de France
- En 1939-1940, le 43e régiment d'infanterie (43e RI) est rattaché à la 1re division d'infanterie motorisée (1re DIM). Le régiment, constamment bombardé par l'aviation ennemie, monte prendre le contact avec l'armée allemande en Belgique (combats de la Dyle[réf. nécessaire]), mène de très violents combats sur l'Escaut, à Bruille-Saint-Amand, puis se regroupe en combattant à Dunkerque avant de déposer les armes sur ordre, en Normandie après avoir perdu 231 tués et 600 blessés[5][réf. à confirmer]. Du 25 au 30 mai, un bataillon est piégé dans les combats de la poche de Lille.
- Le temps, parfois houleux, a bien failli faire perdre au régiment son drapeau. Le 21 juin 1940, le colonel Gaillard prend la décision, face au danger allemand, de le cacher dans la cave du presbytère de Mesnil-Rainfray. Le drapeau ne sera retrouvé qu'à la fin de l'hiver 1941 par le lieutenant Mourgant et le sergent-chef Menet, sur les indications du lieutenant Vallat, ancien du 43e RI[réf. souhaitée].

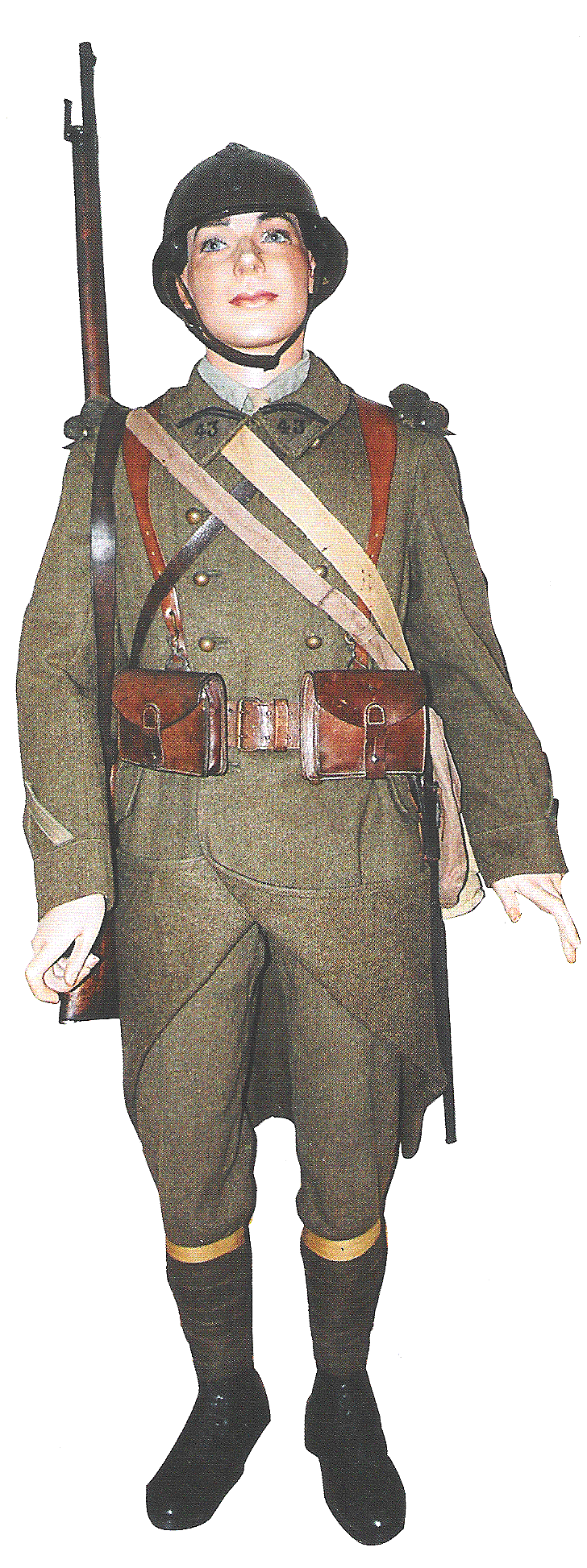
Uniforme de l'armée française fantassin du 43e régiment d'infanterie de 1940 à Dunkerque au Musée consacré à l'opération Dynamo et à la défense.
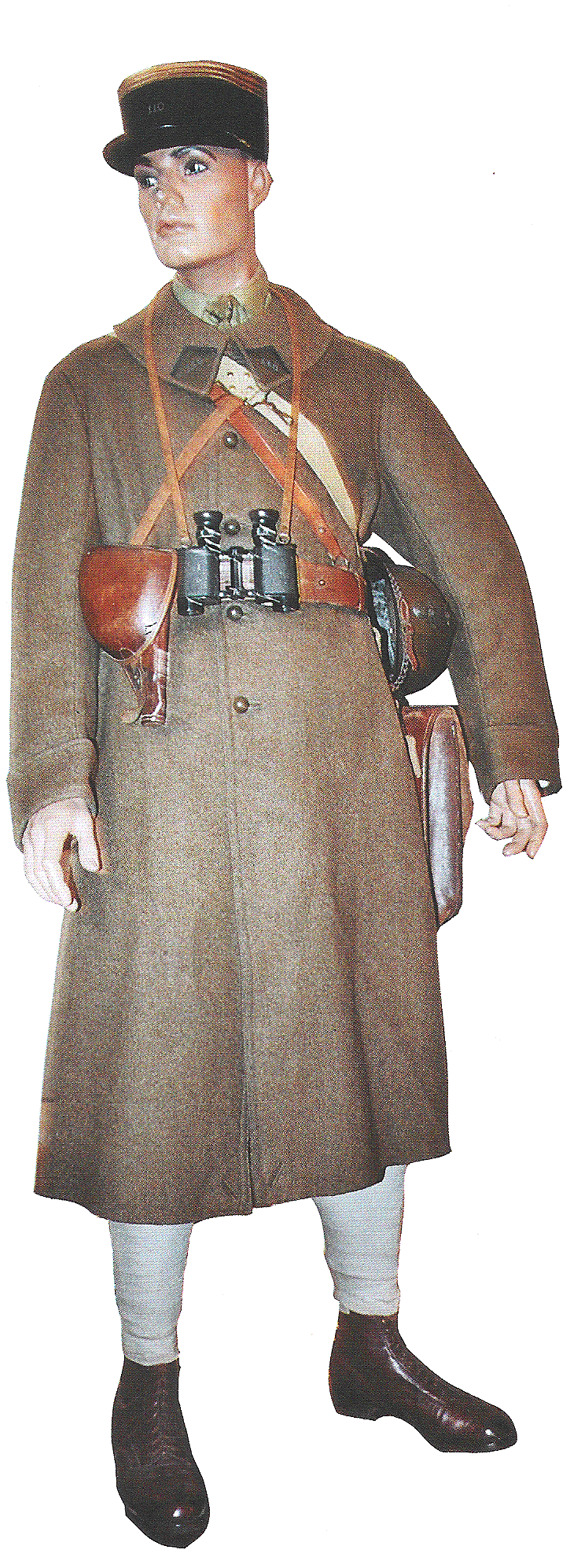
Uniforme de l'armée française officier du 43e régiment d'infanterie de 1940 à Dunkerque au Musée consacré à l'opération Dynamo et à la défense.

##### Armée d'armistice

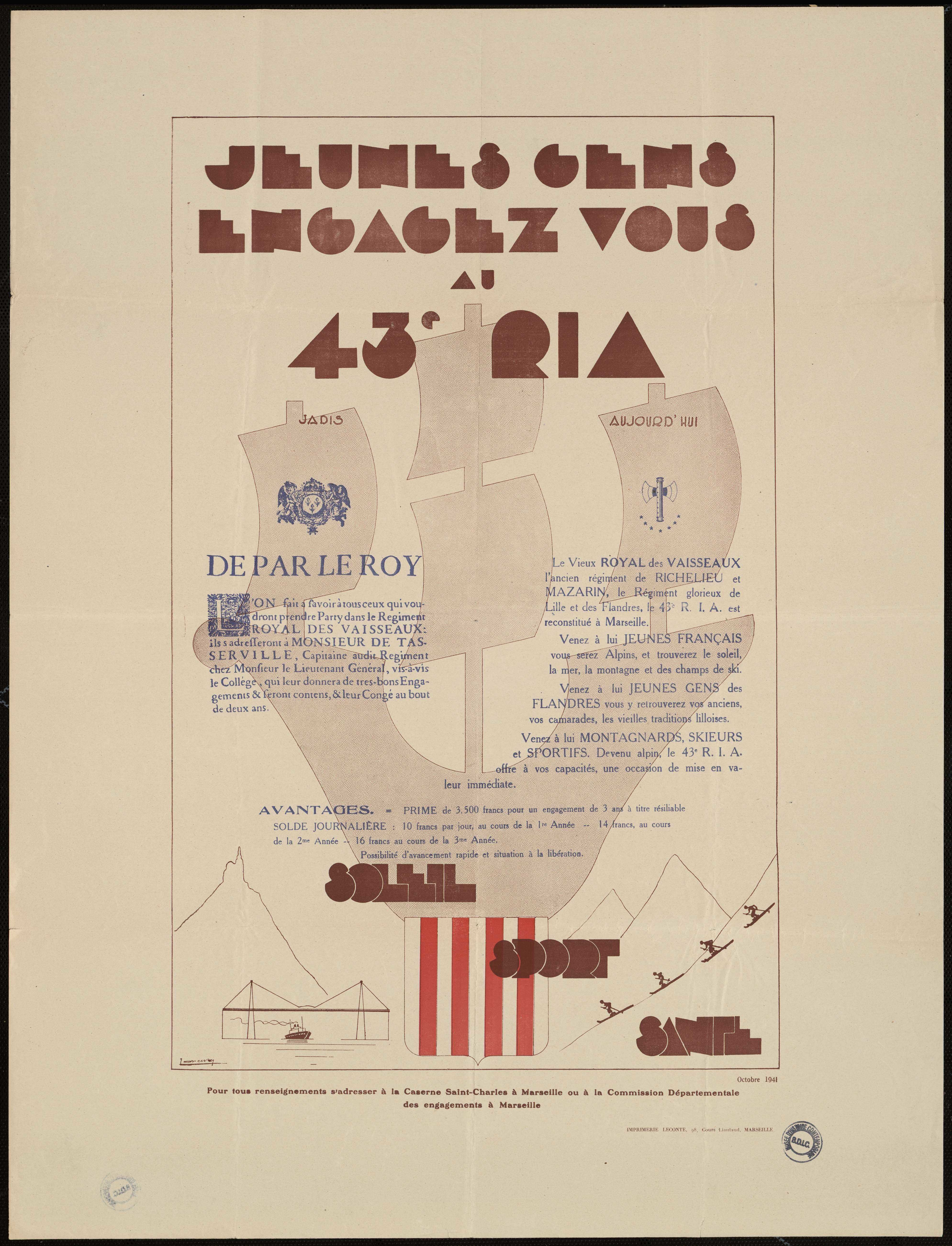
Affiche de recrutement pour le de l'Armée d'armistice.

Le régiment est recréé le 1er septembre 1940 au sein de l'Armée d'armistice à partir du régiment départemental des Bouches-du-Rhône. Ce dernier, formé fin juin avec les 58e et 61e demi-brigades alpines de forteresse, devient le 43e régiment d'infanterie alpine. Régiment des troupes alpines, le 43e RIA conserve néanmoins les traditions de la province des Flandres. Il est stationné à Marseille, avec son 3e bataillon installé à Tarascon jusqu'en décembre 1941, et une compagnie à Carpiagne.
Le Royal des Vaisseaux a récupéré son drapeau qui lui est présenté solennellement le 3 mai 1941[réf. souhaitée] avant d'être dissous le 27 novembre 1942, après l'invasion de la zone sud par les Allemands.

##### Libération
À l'automne 1944, six bataillons de marche formés avec des volontaires des forces françaises de l'intérieur dans le Nord deviennent les Ier à VIe bataillons du 43e RI mais ces bataillons ne conservent pas ce numéro lorsqu'ils passent dans l'Armée régulière,.
Le régiment est recréé le 1er février 1945, à partir d'éléments des 33e et 34e demi-brigades de la brigade Bertrand, formées de résistants du Cher et combattant alors devant la poche de Royan, et de nouvelles recrues venues de Lille. Le régiment retourne dans le Cher où sa grande unité, la 1re division d'infanterie, est en cours de reformation,.
La 1re DI quitte le Berry en avril 1945 pour rejoindre les arrières de la 1re armée française. Ses unités arrivées trop tard (début mai) ne mènent pas de réels combats mais capturent de nombreux prisonniers allemands dans le Wurtemberg,.

#### De 1945 à 1964
En juillet 1945, la 1re DI rejoint la Sarre puis le pays de Bade en février 1946. C'est là que la division est dissoute en avril 1946,.
Le 43e RI rejoint alors le groupement d'infanterie no 1 formé à Compiègne le 1er mai 1946.

##### Guerre d'Indochine
Le régiment détache un bataillon de marche - le bataillon de marche du 43e RI - entre janvier 1947 et juin 1948 et participe notamment à l'opération Léa.
Citation du bataillon de marche du 43e RI :

« Régiment d'élite, digne héritier du Royal des Vaisseaux s'est montré dès son arrivée en Indochine, fidèle aux plus belles traditions de ses ainés. Engagé pendant huit mois dans le Sous-secteur de Gia Lam (Tonkin) a mené à bien sous l'ardente impulsion de son chef, le Commandant Lejosne, la conquête et la pacification d'une région difficile comprise entre le Canal des Rapides et le Fleuve Rouge. Appelé à participer à la libération de Hà-Dông au dégagement de Nam-Dinh, aux opérations de nettoyage au nord du pont des Rapides a forcé l'admiration par son allant, son esprit offensif qui ne recula jamais devant les plus durs sacrifices.
Le 14 mai 1947, après un raid audacieux sur le fleuve Rouge, s'est emparé de Viétri. Engagé sans un instant de repos dans la campagne d'automne, a donné une fois de plus la preuve de son mordant. Placé dans des conditions difficiles sur la Rivière Claire à Phu-Doan, Lang-Quang, Tuyên Quang, Son-Duong, a su faire face magnifiquement. il a infligé à l'ennemi des pertes considérables en hommes et en matériel. Il s'est affirmé partout l'une de nos plus brillantes Unités. »

##### Guerre d'Algérie
12 septembre 1956 : départ pour le Maroc.
Il participe aux opérations au Maroc puis en Algérie de 1952 à 1962 au prix de 2 officiers, 3 sous-officiers et 57 soldats tués.
Au cessez-le-feu du 19 mars 1962 en Algérie, le III/43e RI constitue comme 91 autres régiments, une des 114 unités de la force locale. Le III/43e RI forme une unité de la force locale de l'ordre algérienne, la 416e UFL-UFO Ziamma Nansouriah, composés de 10 % de militaires métropolitains et de 90 % de militaires musulmans, qui pendant la période transitoire devaient être au service de l'exécutif provisoire algérien, jusqu'à l'indépendance de l'Algérie. (Accords d’Évian du 18 mars 1962).

#### Réorganisations
- Recréé le 1er mars 1964, le régiment reçoit son drapeau le 4 avril 1964.
- 1978 : le régiment est intégré à la 12e division d'infanterie, il comprend 6 compagnies (une compagnie de commandement et de soutien, une compagnie d'éclairage et d'appui, trois compagnies de combat, deux compagnies d'instruction). Son régiment dérivé est le 243e régiment d'infanterie jusqu'en 1995.

- Réorganisé au 1er août 1984, il devient le régiment de commandement et de soutien du 3e corps d'armée. Sous le nom de 43e régiment d'infanterie et de commandement de corps d'armée (43e RICCA), il comprend cinq compagnies (une compagnie de commandement et de soutien, une compagnie de quartier général, une compagnie de combat, une compagnie de transmission, une compagnie d'instruction).
- Réorganisé au 1er juillet 1991, il compte 1350 personnels.
- 1995 : le 33e régiment d'infanterie devient son régiment dérivé (réserve).
- Réorganisation du 43e RI en 2002 avec implantation dans deux villes (Lille et Douai) ; il comprend sept compagnies (deux compagnies de commandement, d'appui et de soutien [CCAS], trois compagnies d'appui au commandement [CAC], deux compagnies de réserve).
- Le 1er juillet 2005, le détachement de Douai devient le 6e régiment de commandement et de soutien (dissous en 2010). Le 43e régiment d'infanterie compte 21 officiers, 106 sous-officiers et 227 engagés volontaires de l'armée de terre articulé en deux unités d'active, CAS (compagnie d'administration et de soutien), CCL (compagnie de commandement et de logistique), et une compagnie de réserve.

#### Mission
- Le 43e RI, régiment projetable de la chaîne des forces est subordonné au commandement des forces terrestres. Il a pour mission d'assurer le soutien des différents états-majors de la garnison de Lille. Il contribue, dans le respect des critères OTAN au soutien du déploiement du QG du corps de réaction rapide France (CRR-fr) dans le cadre de sa préparation opérationnelle et lors de ses engagements.

#### Composition
- 1 compagnie de commandement et de logistique (CCL) ;
- 1 compagnie d'administration et de soutien (CAS) ;
- 1 compagnie d'intervention de réserve (CIR).

#### Matériels
Les principaux matériels sont des modules interconnectables qui permettent la mise à disposition rapide des postes de commandement mobiles aux états-majors, des véhicules de transport avec remorques assurent leur déplacement (semi-remorque 38 tonnes de type R290 VTL/R).

#### Transformation en GSBdD
L'unité de réserve, 5e compagnie USR, a rendu son fanion en décembre 2010. Son personnel rejoint l'UP2 du Corps de réaction rapide France (CRR-FR).
- Son drapeau a reçu les appellations "Austerlitz 1805" et « AFN 1952-1962 » dans ses plis.
- Le 1er janvier 2011, dans le cadre de la création des bases de défense, il devient le groupement de soutien de la base de défense de Lille (GSBdD), organisme interarmées relevant du service du commissariat des armées qui a pour mission d'assurer les missions d'administration générale et de soutien commun au profit de toutes les formations du Ministère de la Défense et des anciens combattants basés sur les départements du Nord et du Pas-de-Calais. Le GSBdD s'est vu confier la garde du drapeau ainsi que la salle d'honneur du 43e RI.

## Drapeau

Drapeau du d'infanterie.

Il porte, cousues en lettres d'or dans ses plis, les inscriptions suivantes, :
- Valmy 1792
- Marengo 1800
- Austerlitz 1805
- Iéna 1806
- Zaatcha 1849
- Sébastopol 1855
- La Somme 1916
- Flandres 1917
- L'Aisne 1918
- AFN 1952-1962

## Décorations
Sa cravate est décorée :

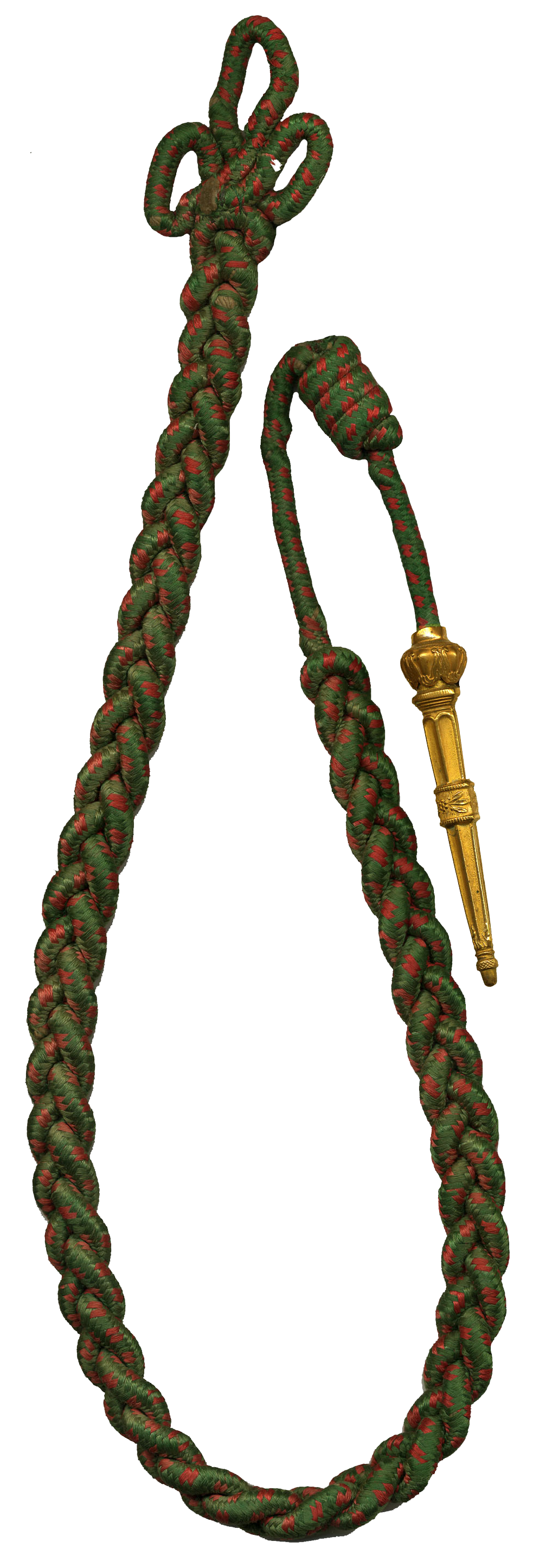
Fourragère aux couleurs du ruban de la Croix de guerre 1914-1918

- de la Croix de guerre 1914-1918 avec trois citations (30 octobre 1916-5 octobre 1917-29 septembre 1918) à l'ordre de l'armée (trois palmes) ;
- de la médaille d'or de Milan, à la suite de sa participation aux batailles de Solférino et de Palestro en 1859.

Le régiment détache un bataillon de marche en Indochine entre janvier 1947 et juin 1948. Son fanion porte la Croix de guerre des Théâtres d'opérations extérieurs avec une citation (9 juin 1948) à l'ordre de l'armée (une palme). Le transfert de cette décoration au drapeau du régiment n'a pas été demandée, alors que cet usage est courant pour d'autres armes.
Il porte la fourragère aux couleurs du ruban de la croix de guerre 1914-1918.
L'étoile bleue du régiment se porte sur la fourragère.
Les villes de Dunkerque et Gembloux (Belgique) lui ont décerné leur médaille commémorative des combats de 1940.

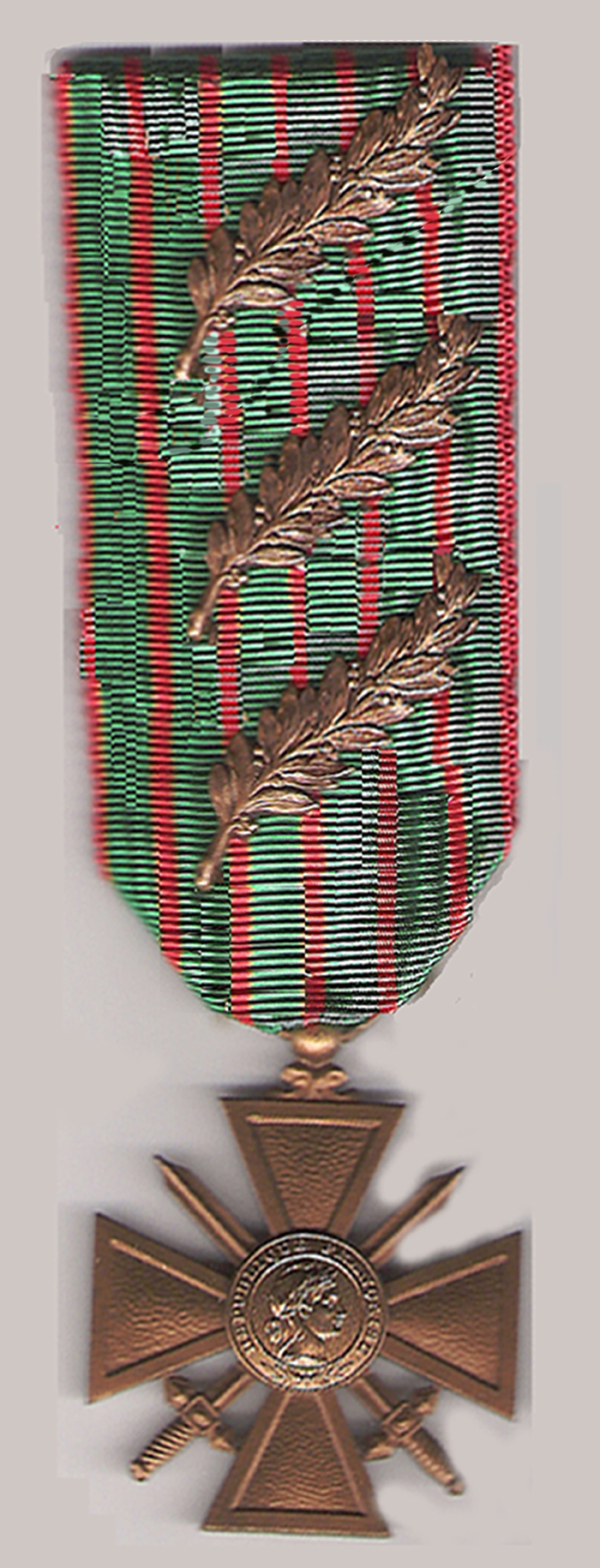
Croix de guerre 1914-1918
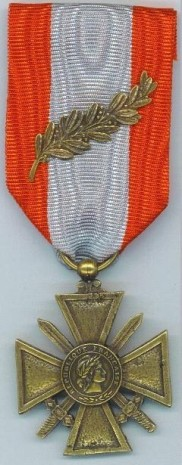
Croix de guerre des Théâtres d'opérations extérieurs

## Insignes régimentaires
Le premier insigne du régiment, adopté vers 1939, présente une neuf d'or aux voiles blanches (référence au régiment Royal des Vaisseaux). Au-dessus, l'inscription 1638 (date de fondation du régiment) et en pointe l'inscription 43 RI.

Sous Vichy, le régiment ajoute en mars 1941 en pointe un écusson aux armes de la Provence. À cette époque, les militaires du 43e régiment d'infanterie alpine porte au béret un insigne au lion des Flandres, ainsi qu'un insigne similaire mais de taille réduite porté sur la fourragère.

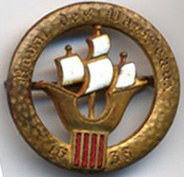
Insigne du 43e régiment d'infanterie alpine (1940-1942)
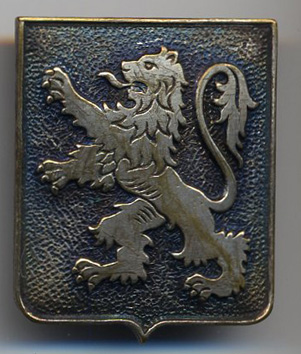
Insigne de béret du 43e régiment d'infanterie alpine (1940-1942)
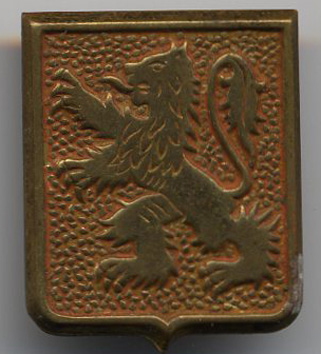
Insigne de béret ou fourragère du 43e régiment d'infanterie alpine (1940-1942)
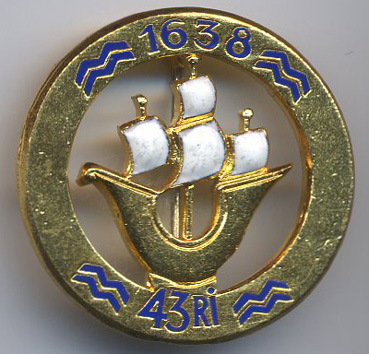
Insigne du 43e régiment d'infanterie (vagues et chiffres bleus)
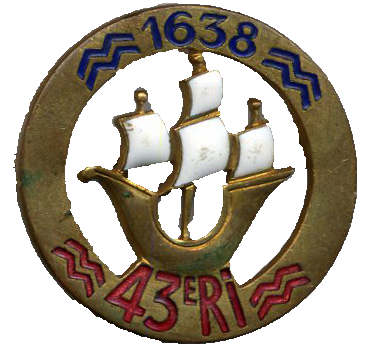
Insigne du 43e régiment d'infanterie (vagues et chiffres rouges)
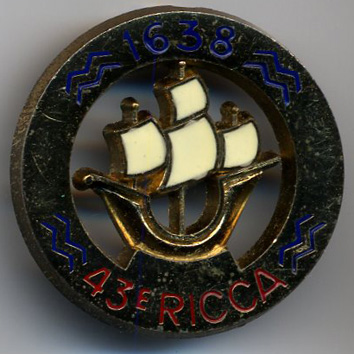
Insigne du 43e régiment d'infanterie CCA (1984-1991)
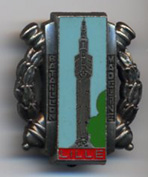
Insigne du bataillon Madeline (1984)[réf. nécessaire].

## Insignes de compagnies

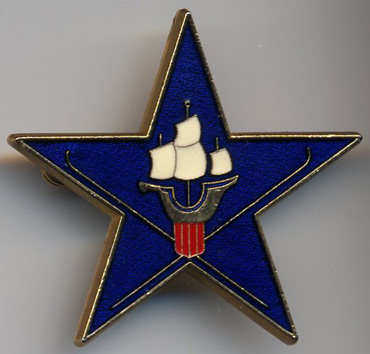
Insigne de la SES du 43e régiment d'infanterie alpine (1940-1942);
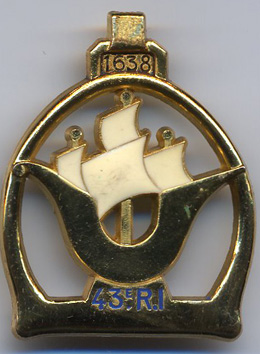
Insigne de la Compagnie Portée 43e régiment d'infanterie (Maroc 1956)
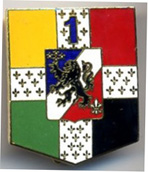
Insigne de la 1re compagnie du 43e régiment d'infanterie (vers 1990)
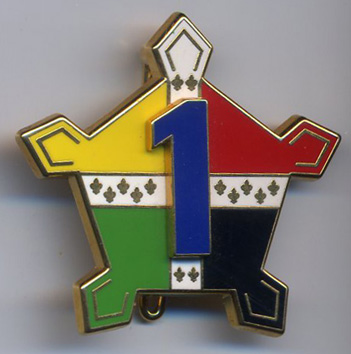
Insigne de la 1re compagnie du 43e régiment d'infanterie (vers 2004)
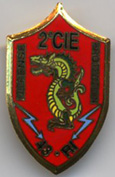
Insigne de la 2e compagnie du 43e régiment d'infanterie (vers 1990)
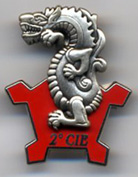
Insigne de la 2e compagnie du 43e régiment d'infanterie (vers 2004)
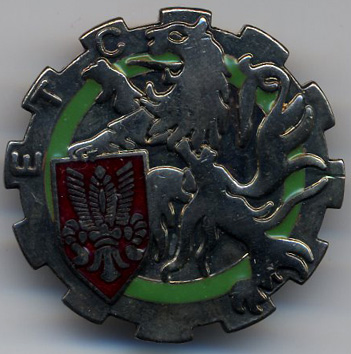
Insigne de l'escadron du train du 43e régiment d'infanterie (vers 1990)
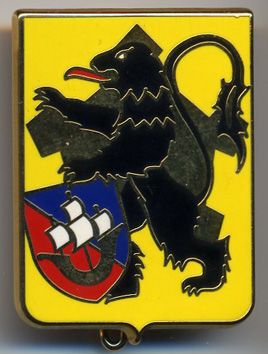
Insigne de la 3e compagnie du 43e régiment d'infanterie (vers 1990)
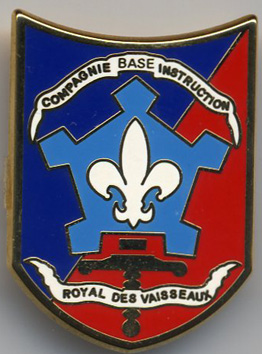
Insigne de la compagnie base et instruction du 43e régiment d'infanterie (vers 1990 ?)
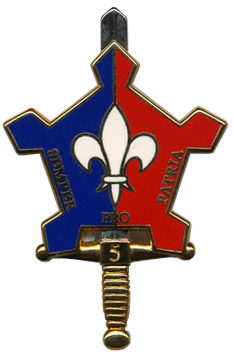
Insigne de la 5e compagnie du 43e régiment d'infanterie (actuel)
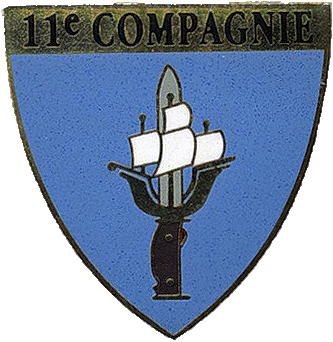
Insigne de la 11e compagnie du 43e régiment d'infanterie (vers 1990)
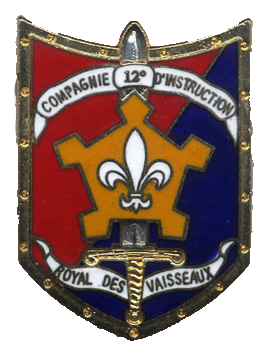
Insigne de la 12e compagnie du 43e régiment d'infanterie (vers 1990)
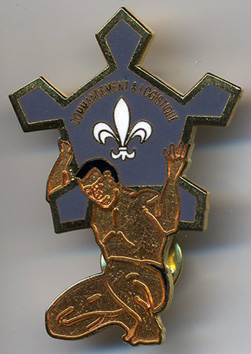
Insigne de la compagnie de commandement et logistique du 43e régiment d'infanterie
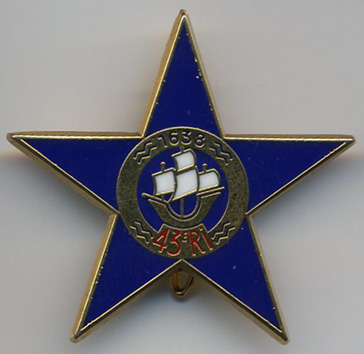
Étoile du 43e régiment d'infanterie (actuel)

## Personnalités ayant servi au43eRI

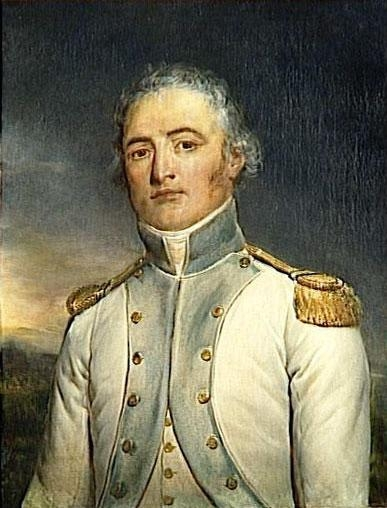
Général Bertrand Clauzel (1772-1842), comte d'Empire, alors capitaine Clauzel du 43e de ligne en 1792 (Georges Rouget)

- Léon Boutry (1880-1915), géographe, y fait son service militaire de 1900 à 1901. Son nom est inscrit au Panthéon parmi les 560 écrivains morts au combat pendant la Première Guerre mondiale.
- Jean-Baptiste Broussier (1766-1814), en tant que chef de brigade
- André Caby (1892-1915), champion de natation, mort pour la France
- Bertrand Clauzel (1772-1842), futur maréchal y sert en tant que capitaine
- Émile Driant (1855-1916), député, héros de la Première Guerre mondiale, en tant que lieutenant, du 25 mars 1883 au 19 avril 1884.
- Émile Grémaux (1893-1859), président de la fédération française de boxe, premier président de l'Association internationale de boxe amateur (AIBA) (1946-1959), vice-président du Comité Olympique français (1952 - 1959).
- Charles Hoffbauer (1875-1957), peintre[14]
- Paul Maistre (1858-1922), général de division
- Colonel Lucien Nachin (1885-1951), en tant que sous-lieutenant, puis lieutenant, cité à l'ordre de l'armée durant son temps au régiment. Camarade du capitaine de Gaulle ; théoricien de l'infanterie.
- Louis-Joseph Nompar de Caumont (1768-1838), sous-lieutenant au Royal-Vaisseaux en 1780, maréchal de camp (1814), gendre de Charles Pierre Hyacinthe, comte d'Ossun, chef de corps
- Jean-Baptiste Pierre de Semellé (1773-1839), en tant chef de brigade à la 43e demi-brigade de deuxième formation.

## Sources et bibliographie
- French Infantry Regiments and the Colonels who Led Them: 1791 to 1815
- Historiques des corps de troupe de l'armée française (1569-1900)
- Émile Ferdinand Mugnot de Lyden : Nos 144 Régiments de Ligne
- Le Royal des vaisseaux dans la tempête" du colonel Verrier du Mureau - 1954.
- 43e, tes insignes t'en souviens-tu ?, plaquette présentant l'ensemble des insignes du 43e régiment d'infanterie réalisée en 2002. Étude du capitaine Levesque.
- Le 43e R.I. le régiment de Lille, historique complet du régiment sous la direction du lieutenant-Colonel Denis Chevignard. Édition La Voix du Nord 2003.
- La chapelle de la Citadelle de Lille, plaquette présentant l'architecture et le contexte historique de ce bâtiment. Le 43e régiment d'infanterie y est cité. réalisée en 2005. Étude de l'adjudant-chef Blanchard.